# 핀란드 해방함 배이내뫼이넨
배이내뫼이넨(핀란드어: Väinämöinen)은 핀란드의 해방함으로, 배이내뫼이넨급 해방함의 1번함이며 핀란드 해군의 기함 일마리넨의 자매함이다. 투르쿠의 크리크톤-불칸 조선소에서 건조되어 1932년 진수되었다. 계속전쟁이 끝나면서 소련에게 빼앗겼고 비보르크(Vyborg)로 개명되었다. 이후 1966년 고철로 해체되었다.
배이내뫼이넨과 일마리넨은 핀란드 해안의 무장해제 상태였던 섬들, 특히 올란드 제도를 방어하기 위해 건조가 계획되었다. 두 배는 원양 항해에는 적합하지 않았으며, 다도해 지대의 얕은 물에서 활동하는 데 방점을 두었다. 주포는 보포르스제 254 mm (10 인치)포였고, 무게 255 킬로그램짜리 탄자를 비거리 31 킬로미터까지 발사할 수 있었다.